# SmartFresh
SmartFresh (SmartFresh Quality System) est la marque commerciale d'une préparation à base de produits phytopharmaceutiques de synthèse commercialisée par la société d'agrochimie AgroFresh.
Cette préparation, à base de 1-méthylcyclopropène (1-MCP), est largement utilisée par l'agroindustrie comme régulateur de croissance pour permettre une très longue conservation des fruits récoltés, notamment les pommes, les poires, les kiwis, les bananes, les prunes mais aussi les fleurs coupées.
AgroFresh est une société nord-américaine fondée en 1999 à Philadelphie par le groupe Rohm and Haas pour exploiter commercialement la découverte du 1-MCP. Elle a été rachetée en 2008 par Dow AgroSciences.

## Mode d'action
Le 1-MCP est un gaz, analogue de l'éthylène. Il se fixe plus facilement que l'éthylène aux récepteurs naturels à la surface du fruit, bloquant ainsi les effets de l'éthylène endogène et exogène sur la maturation. Il est diffusé dans les installations de stockage et les conteneurs de transport pour ralentir le processus de maturation des fruits et leur production naturelle d'éthylène. Cette méthode qui prolonge la durée de vie de ces fruits est approuvée par l'Union européenne depuis 2005.
L'usage du 1-MCP peut être associé à la technique de l'atmosphère contrôlée, qui se pratique dans le secteur de la production fruitière depuis plus de 50 années.
L'ingrédient principal en volume (92 à 94 %) dans SmartFresh est un cycloalcène. (Détails du mode d'action sur cette page : 1-Méthylcyclopropène).  

## Valeur nutritionnelle des fruits traités après la longue conservation permise par SmartFresh
La seule étude indépendante qui existe sur ce produit est celle d’un chercheur australien, le docteur Stephen Morris du Sydney Postharvest Laboratory qui aurait affirmé qu’après « un mois de stockage, la pomme perd 25 % de sa valeur nutritive » jusqu’à n’être qu’un « fruit vide au bout d’un an ». Le docteur Stephen Morris interviewé prétend que « le fruit est agréable à manger, il garde son croquant, mais il n’est pas aussi bon qu’un fruit non traité… »
 (novembre 2024).
 Mais pourquoi s’adresser à un laboratoire indépendant aussi éloigné ? Parce qu’il est le seul à s’être distingué par une étude toute récente (novembre 2014) dans laquelle le Dr Morris indique que le gaz aurait un effet néfaste sur la douceur et l'arôme des pommes, malgré l'apparence de préservation.

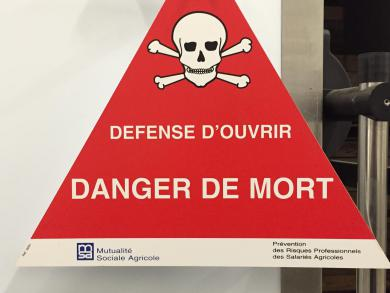
Panneau sur les portes des frigos mis en Atmosphère Contrôlée puisqu'absence d'oxygène

## Risques sanitaires
À la fin de 2005, la méthode est mise sur la sellette dans la presse américaine, car cette technique est parfois utilisée pour inhiber la maturation des fruits, pendant une période pouvant aller jusqu'à une année (ce qui est aussi le cas de l'atmosphère contrôlée). Les fruits traités au 1-MCP ne sont pas soumis à obligation d'étiquetage (1-MCP non autorisé en agriculture biologique en Union Européenne) .
Aux États-Unis, bien que le National Organic Program n'autorise pas une utilisation sur les produits biologiques, il n'existe pas de moyens pratiques de vérifier cette interdiction. En effet, le test mis au point par l'Environmental Protection Agency (EPA),  la méthode radio-analytique, est beaucoup trop coûteux, même si cela permet de mesurer les résidus sur les fruits jusqu'à 90 jours après le traitement.
Depuis 2012, la plupart des laboratoires d'analyses peuvent rechercher le 1-MCP sur des échantillons de fruits. Cette molécule est cependant indétectable étant donné les quantités infimes qui restent. Il est bon de savoir que les fruits n'auraient pas le droit d'être vendus en Union Européenne si plus de 0,01 mg de 1-MCP / kg étaient détectés (l'équivalent de 1 g dans 100 tonnes ou 5 camions de 20 tonnes chacun). La commodité d'application de SmartFresh, un petit sachet placé dans de l'eau avec bulleur, pourrait le rendre d'accès facile pour les agriculteurs biologiques.
En 2006, les détaillants sont divisés sur l'opportunité d'utiliser cette technique d'amélioration de la qualité. Dans une publication de Greenpeace, True Food Network, Tony Russell, directeur d'Apple & Pear Australia, affirme que la prolongation de la durée de vie des fruits est nécessaire pour pouvoir vendre des produits comestibles durant toute l'année et conserver ces fruits en meilleur état. De son côté, Stephen Morris, directeur du Sydney Postharvest Laboratory indique que les teneurs en vitamine C et antioxydants peuvent encore baisser, préoccupation partagée par d'autres dans le secteur de l'arboriculture fruitière.
Il n'y a pas de risque identifié pour la santé humaine pour utiliser ce produit à grande échelle. Susan Kegley, chercheur principal de « Pesticide Action Network North America », basé à San Francisco, le perçoit comme présentant « vraisemblablement un très faible risque pour les consommateurs ». D'autres scientifiques considèrent le 1-MCP comme « probablement inoffensif pour l'homme ».
Son impact sur les émissions de CO2 est présenté comme bénéfique par Agrofresh .
En 2015, ce produit est autorisé dans plus de 45 pays dont :  Afrique du Sud, Argentine, Australie, Brésil, Canada, Chili, Chine, Costa Rica, États-Unis, Guatemala, Israël, Mexique, Nouvelle-Zélande, Nicaragua, Suisse, Turquie, et dans l'Union européenne : Allemagne, Autriche, Belgique, Espagne, France, Irlande, Italie, Pays-Bas, Pologne et Royaume-Uni.